# 會有那麼一天
〈會有那麼一天〉（英語：Someday）是美國女歌手瑪麗亞·凱莉在1990年12月發行的單曲，這首單曲曾獲得告示牌兩週冠軍，成為瑪麗亞·凱莉第3首美國冠軍曲。

## 歌曲介紹

### 收錄專輯
〈會有那麼一天〉是瑪麗亞·凱莉首張個人《同名專輯》中推出的第三首單曲，前兩首單曲為〈愛的幻影〉（四週冠軍）和〈愛需要時間〉（三週冠軍）。

### 單曲簡介
〈會有那麼一天〉由瑪麗亞·凱莉和老搭檔本·馬古里斯（Ben Margulies）兩人共同創作，他們的共同作品亦包含前兩首推出的冠軍單曲〈愛的幻影〉和〈愛需要時間〉。〈會有那麼一天〉和前兩首節奏柔緩的抒情歌曲截然不同，它是首節奏強勁爆發力強的舞曲，整首歌曲中，從最低音到歌曲結束前的最高音，涵蓋音域相當廣泛，實屬唱將型的歌手方能駕馭的歌曲。
在〈會有那麼一天〉的音樂影片中，瑪麗亞·凱莉也稍稍展露了身材以及舞姿。

### 商業成績
〈會有那麼一天〉在1991年1月19日首週進入單曲榜，名次第37名，成績比前兩首單曲優異，這首單曲在1991年3月9日擊敗惠妮·休斯頓的兩週冠軍〈All the Man That I Need〉逕自登上冠軍寶座並蟬連兩週冠軍，成為瑪麗亞·凱莉第三首美國冠軍曲。〈會有那麼一天〉在單曲榜內共待了19週，銷售成為金單曲，在1991年告示牌年終單曲排名第13名。
另外值得一提的是，雖然瑪麗亞·凱莉的首張同名專輯在1990年6月就已經發行，但是它獲得專輯榜的冠軍時已經是1991年3月2日，並且從3月2日直到5月11日連續11週蟬連專輯榜榜首，〈會有那麼一天〉在3月9日登上單曲榜冠軍時，瑪麗亞·凱莉即一人雙雙佔據專輯、單曲兩榜冠軍寶座。
〈會有那麼一天〉除了在單曲榜上掄元，在舞曲榜上也獲得冠軍，這是瑪麗亞·凱莉首支冠軍舞曲。不過〈會有那麼一天〉在英國單曲榜僅獲得第38名。